# Корине Менцелопулос
Корине Менцелопулос (фр. Corinne Mentzelopoulos; рођена 6. јула 1953. године у Булоњ Бијанкуру, Сенски висови, Француска) је француска власница и менаџер компаније „Шато Марго” (фр. Château Margaux) који се бави производњом вина из Бордоа.

## Биографија
Коринин отац, Андре Менцелопулос, (рођен 1915. године у Пелопонезу) купује 1958. године компанију Феликс Потин (фр. Феликс Потин). Након тешке болести умире 1980. године и Корин постаје власница тада нове компаније.
Корина је своје студије завршила на Париском институту политичких наука. Своју каријеру почиње у међународној установи Ажанс Ава. Настављајући инвестициони програм који је дефинисао њен отац, успела је да прошири производњу вина из бордоа.
Године 1991. италијанска породица Агнели купује од породице Менцелопулос групу „Ексор” и тиме задржава само 25% винограда. Овај уговор траје до 2003. године због тога што је италијанска породица одлучила да прода свој део. Корине откупије њихов део за 350 милиона еура.

## Богатство
Према француском магазину Чаленџ, 2015. године Корине поседује богатство које се прорачунава и до 613 милиона еура, што је пласира 104. особом по богатству у Француској. Власница је Сопарексо холдинга и поседује мноштво некретнина.

## Приватан живот
Корине је била венчана са Хубертом Левеном, сина власника француске компаније Перијер до 1990. године и  има једог сина.

## Човекољубље
Током комеморације особама погинулих од нагазних мина из Никарагвае, Хондураса, Колумбије, Вијетнама, Лаоса и Камбоџа, Менцелопулос је била истакнути гост. Донирала је вино из Бордоа који долази директно из њеног подрума. То су вина:  Pavillon Blanc 2005, Pavillon Rouge 1995, Château Margaux 1999, Château Margaux 1996, Château Margaux 1989 plus Château d’Yquem 1999 and Dom Pérignon Champagne 1999.